# Thalamita gloriensis
Thalamita gloriensis är en kräftdjursart som beskrevs av Crosnier 1962. Thalamita gloriensis ingår i släktet Thalamita och familjen simkrabbor. Inga underarter finns listade i Catalogue of Life.